# Leciñena (kommunhuvudort)
Leciñena är en kommunhuvudort i Spanien.   Den ligger i provinsen Provincia de Zaragoza och regionen Aragonien, i den nordöstra delen av landet, 300 km nordost om huvudstaden Madrid. Leciñena ligger 417 meter över havet och antalet invånare är 1 267.
Terrängen runt Leciñena är kuperad österut, men västerut är den platt. Runt Leciñena är det mycket glesbefolkat, med 4 invånare per kvadratkilometer. Närmaste större samhälle är Zuera, 16,6 km nordväst om Leciñena. Omgivningarna runt Leciñena är i huvudsak ett öppet busklandskap.